# Jornadas na Terra Média
As obras mais conhecidas de J. R. R. Tolkien, O Hobbit e O Senhor dos Anéis, seguem a estrutura de jornadas (inglês: quests), nas quais um herói parte em uma aventura, enfrenta perigos, alcança um objetivo e retorna ao lar. Enquanto O Hobbit é uma história infantil com o objetivo simples de obter um tesouro, O Senhor dos Anéis apresenta uma narrativa mais complexa, com múltiplas jornadas. A principal delas, a destruição do Um Anel, é descrita como uma jornada invertida – começando com um tesouro muito desejado e culminando em sua destruição. Essa jornada é equilibrada por uma missão moral, a restauração do Condado ao seu estado original.
Tolkien incorporou múltiplos significados à estrutura básica da jornada, como a inclusão de uma mensagem cristã implícita na história e a caracterização dos protagonistas Frodo e Aragorn como heróis, atribuindo-lhes  espadas mágicas na tradição épica de Sigurd e Artur.

## Contexto

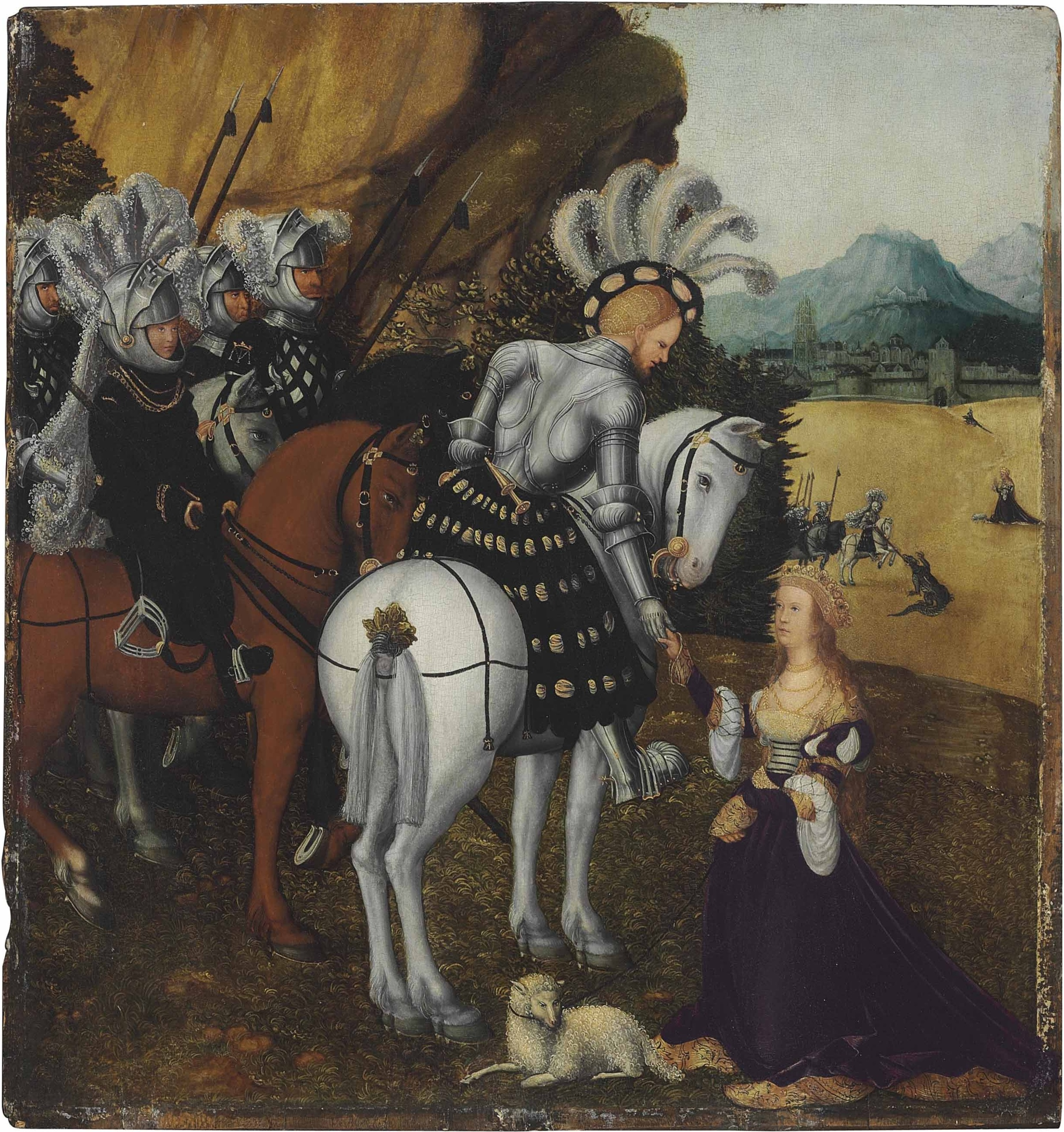
Retrato alegórico de um cavaleiro alcançando sua princesa ao final de sua jornada. Ao fundo, ele derrota um dragão. Oficina de Lucas Cranach, o Velho, c. 1515–20

J. R. R. Tolkien (1892–1973) foi um escritor, poeta, filólogo e acadêmico inglês, católico romano, mais conhecido por suas obras de alta fantasia, O Hobbit e O Senhor dos Anéis, ambas ambientadas na Terra Média.
Uma jornada é uma viagem desafiadora com um objetivo específico. Ela funciona como um recurso narrativo em mitologia e ficção, frequentemente com caráter simbólico ou alegórico. A jornada, na forma da jornada do herói, desempenha um papel central no que Joseph Campbell denominou monomito: o herói parte do mundo cotidiano para uma terra de aventuras, testes e recompensas mágicas. Em uma jornada romântica heroica convencional, o cavaleiro andante em armadura reluzente supera obstáculos para conquistar o coração de uma bela princesa.

## Romances de Jornada
O Hobbit e sua sequência, O Senhor dos Anéis, podem ser vistos, segundo o estudioso de literatura Paul Kocher [en], como narrativas de jornada com estruturas paralelas: as histórias começam em Bolsão, a casa de Bilbo Bolseiro; Bilbo organiza uma festa; o mago Gandalf envia o protagonista em uma jornada para o leste; o sábio Meio-Elfo Elrond oferece um refúgio e conselhos; os aventureiros escapam de criaturas perigosas no subterrâneo (Cidade dos Goblins/Moria); encontram outro grupo de Elfos (Floresta das Trevas/Lothlórien); atravessam uma região desolada (Desolação de Smaug/Pântanos Mortos); são recebidos por um pequeno assentamento de homens (Esgaroth/Ithilien); participam de uma batalha grandiosa (Batalha dos Cinco Exércitos/Batalha dos Campos do Pelennor); a jornada culmina em um pico montanhoso infame (Montanha Solitária/Monte da Perdição); um descendente de reis é restaurado ao seu trono ancestral (Bard/Aragorn); e o grupo retorna ao lar para encontrá-lo em condições deterioradas (com posses sendo leiloadas/Expurgo do Condado).
| Evento               | O Hobbit                                                        | O Senhor dos Anéis                                              |
| -------------------- | --------------------------------------------------------------- | --------------------------------------------------------------- |
| Início               | De Bolsão, a casa de Bilbo Bolseiro                             | De Bolsão, a casa de Bilbo Bolseiro                             |
| Partida              | Bilbo organiza uma festa                                        | Bilbo organiza uma festa                                        |
| Mentor               | O mago Gandalf envia o protagonista em uma jornada para o leste | O mago Gandalf envia o protagonista em uma jornada para o leste |
| Ajudante             | O sábio Meio-Elfo Elrond oferece refúgio e conselhos            | O sábio Meio-Elfo Elrond oferece refúgio e conselhos            |
| Perigos subterrâneos | Escapam da Cidade dos Goblins                                   | Escapam de Orcs, Trolls, Balrog em Moria                        |
| Elfos                | Encontram Elfos de Floresta das Trevas                          | Encontram Elfos de Lothlórien                                   |
| Região desolada      | Atravessam a desolação de Smaug                                 | Atravessam os Pântanos Mortos                                   |
| Ajudantes            | Recebidos pelos Homens de Esgaroth                              | Recebidos pelos homens de Faramir em Ithilien                   |
| Batalha climática    | Batalha dos Cinco Exércitos                                     | Batalha dos Campos do Pelennor                                  |
| Objetivo montanhoso  | Montanha Solitária                                              | Monte da Perdição                                               |
| Restauração do rei   | Bard retorna ao trono ancestral em Esgaroth                     | Aragorn retorna ao trono ancestral em Gondor                    |
| Retorno ao lar       | Posses de Bilbo estão sendo leiloadas                           | O Condado foi devastado, exigindo expurgo                       |

O estudioso de literatura, incluindo Tolkien, Randel Helms [en], observa que os dois romances compartilham a mesma história e tema, "uma jornada na qual um hobbit pouco heroico  atinge estatura heroica". Além disso, Helms destaca que ambos seguem o formato de jornada de ida e volta, com um ciclo temporal de um ano (primavera a primavera e outono a outono, respectivamente). Ele comenta que, embora os dois romances sejam estruturalmente semelhantes, "a natureza das duas jornadas e as razões para iniciá-las são marcadamente diferentes", sendo a de Bilbo "inicialmente pouco mais que uma aventura com motivos venais", enquanto a de Frodo "envolve a dor de uma decisão triste, porém nobre".
| Evento                  | O Hobbit                                             | O Senhor dos Anéis                                   |
| ----------------------- | ---------------------------------------------------- | ---------------------------------------------------- |
| Início                  | De Bolsão no Condado                                 | De Bolsão no Condado                                 |
| Fim da 1ª fase          | Viagem pelo Rio Corrente, próximo a Erebor           | Viagem pelo Rio Anduin, próximo a Mordor             |
| Aproximação do objetivo | Atravessam o solo devastado do dragão                | Atravessam a planície poluída e maligna de Gorgoroth |
| Conquista da jornada    | Entram em um buraco na encosta da Montanha Solitária | Entram em um buraco na encosta do Monte da Perdição  |
| Sucesso marcado por     | Chegada das Grandes Águias                           | Chegada das Grandes Águias                           |
| Retorno ao lar          | Precisam interromper o leilão de Bolsão              | Precisam expurgar o Condado do mal de Sharkey        |

O Silmarillion não é um romance de jornada, mas contém jornadas próprias. Lúthien e Beren, uma elfa real e um homem, são enviados em uma jornada pelo pai de Lúthien,  Thingol, que se opõe ao casamento dela com um mortal. Ele impõe uma tarefa aparentemente impossível como preço de noiva: Beren deve trazer um dos Silmarils da Coroa de Ferro do Senhor do Escuro Morgoth.

## Estruturas equilibradas

### Jornada equilibrada contra uma série de quadros
O estudioso de humanidades Brian Rosebury [en] observa que O Senhor dos Anéis combina uma série lenta e descritiva de cenas ou quadros que ilustram a Terra Média com uma trama unificadora na forma da jornada para destruir o Um Anel. O Anel precisa ser destruído para salvar a Terra Média da destruição ou da dominação por Sauron. A obra constrói a Terra Média como um lugar que os leitores passam a amar, mostra que ela está sob grave ameaça e, com a destruição do Anel, proporciona a "eucatástrofe" para um final feliz. Rosebury afirma que a obra é, portanto, muito bem estruturada, com as descrições expansivas e a trama baseada no Anel se encaixando perfeitamente.

Diagrama da análise de Brian Rosebury de O Senhor dos Anéis, como uma combinação de Jornada (para destruir o Anel) e Viagem (como uma série de Quadros de lugares na Terra Média); ambas se complementam e se interligam de forma precisa.

### Jornadas do Anel e do Condado
Estudiosos e críticos de Tolkien notaram que o penúltimo capítulo de O Senhor dos Anéis, "O Expurgo do Condado", com sua jornada distinta para salvar o Condado, implica uma  estrutura formal para toda a obra. O crítico Bernhard Hirsch aceita a declaração de Tolkien no prefácio de A Sociedade do Anel de que a estrutura formal de O Senhor dos Anéis, com uma jornada para fora na missão principal e uma jornada de retorno para a missão do Condado, foi "prevista desde o início". Outro crítico, Nicholas Birns [en], destaca o argumento de David Waito de que o capítulo é tão importante moralmente quanto a jornada principal da Sociedade para destruir o Um Anel, "mas aplica [os valores morais] à vida cotidiana". Birns argumenta que o capítulo desempenha um papel formal importante na composição geral de O Senhor dos Anéis, como Tolkien afirmou. Kocher observa que Frodo, após abandonar suas armas e armadura no Monte da Perdição, escolhe lutar "apenas no plano moral" no Condado.

Estrutura formal de O Senhor dos Anéis: arcos narrativos equilibrando o texto principal sobre a jornada para destruir o Um Anel em Mordor com a jornada moral de Frodo em "O Expurgo do Condado"

## Jornadas invertidas

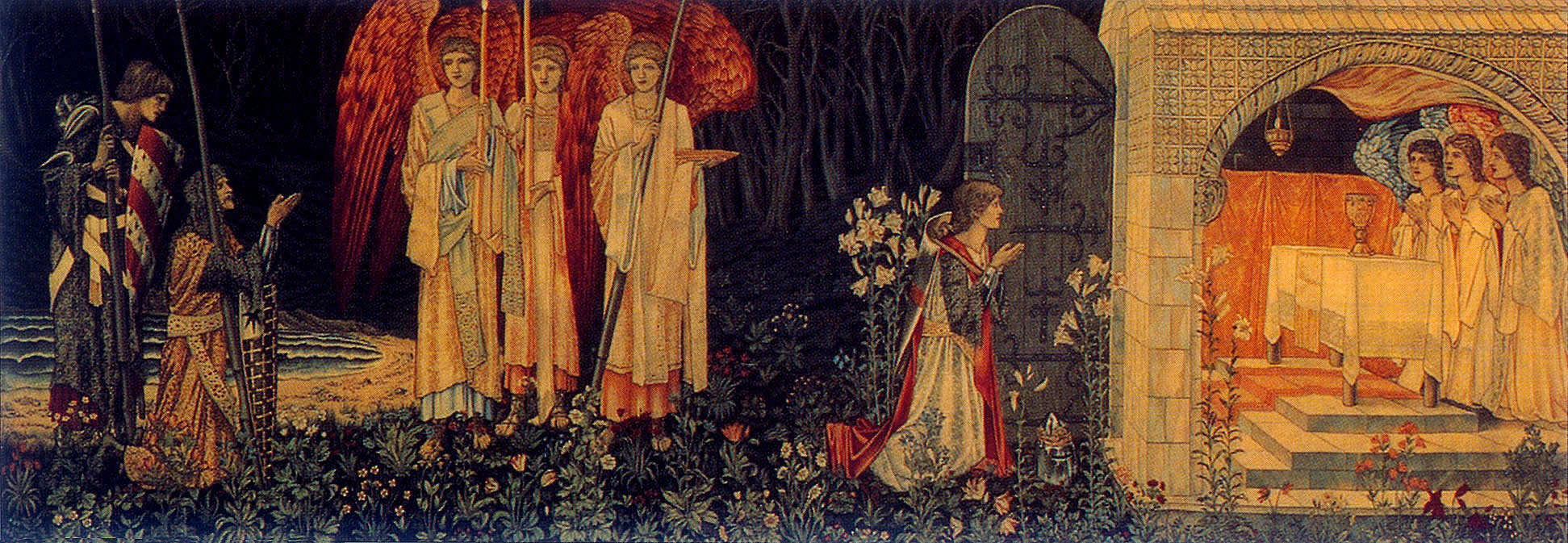
Diferentemente de uma jornada tradicional, como a busca pelo Santo Graal na lenda arturiana, a de Frodo é destruir um objeto, o Um Anel. Visão do Santo Graal por William Morris, 1890.

O estudioso de Tolkien Richard C. West [en] afirma que a história de O Senhor dos Anéis é fundamentalmente simples: a jornada do hobbit Frodo Bolseiro para levar o Anel do Senhor do Escuro Sauron ao Monte da Perdição e destruí-lo. Ele considera essa jornada como "primária", ao lado da guerra contra Sauron. O crítico David M. Miller concorda que a jornada é o "dispositivo narrativo mais importante" do livro, mas destaca que ela é invertida em relação à estrutura convencional: o herói não busca um tesouro, mas deseja destruí-lo. Ele observa que, do ponto de vista de Sauron, a narrativa é, de fato, uma jornada, e seus malignos Cavaleiros Negros substituem os tradicionais "cavaleiros andantes em busca do sagrado", enquanto a Sociedade que protege o Anel não pode usá-lo, resultando em múltiplas inversões. Outros autores, como Jared Lobdell [en] e Lori M. Campbell, concordam que se trata de uma "jornada invertida"; Campbell escreveu que "a missão é destruir, não encontrar algo, o que [Michael N.] Stanton chama de 'jornada invertida' na qual 'o Mal luta para ganhar poder; o Bem, para renunciá-lo'". O crítico de Tolkien Tom Shippey [en] concorda que é uma "antijornada", uma história de renúncia. Ele observa que Tolkien viveu duas guerras mundiais, o "bombardeio rotineiro" de civis, o uso da fome como arma política, campos de concentração e genocídio, além do desenvolvimento e uso de armas químicas e nucleares. Shippey argumenta que o livro levanta a questão de se a capacidade humana de produzir esse tipo de mal poderia ser destruída, mesmo ao custo de sacrificar algo, e se isso valeria a pena.
| Personagem                           | Jornada             | Resultado                                                    |
| ------------------------------------ | ------------------- | ------------------------------------------------------------ |
| Cavaleiro andante tradicional        | Obter o Santo Graal | Sucesso, pureza espiritual                                   |
| Frodo Bolseiro                       | Destruir o Um Anel  | O Anel é destruído, mas não por Frodo; Frodo retorna abalado |
| Sauron e seus nove Cavaleiros Negros | Obter o Um Anel     | Fracasso, eles são destruídos junto com o Anel               |

Mason Harris, em Mythlore [en], contrasta a jornada "renunciatória" de Frodo com a de Bilbo. Em sua visão, O Hobbit representa a jornada ideal de Tolkien, pois a curiosidade de Bilbo supera seu medo hobbit do desconhecido, enquanto Frodo deseja nunca ter visto o Anel, mas, influenciado por ele, também gostaria de mantê-lo, temendo a jornada e hesitando em cumprir seu objetivo.

## Múltiplos significados
Shippey observa que O Senhor dos Anéis contém significados diversos além da história imediata da jornada. Assim, Tolkien, um cristão, faz a recém-formada Sociedade do Anel partir em sua jornada de Valfenda em 25 de dezembro, data do Natal. Da mesma forma, a Sociedade destrói o Anel e provoca a queda do inimigo, Sauron, em 25 de março, data na tradição anglo-saxã para a Crucificação. Tolkien, assim, incorporou uma referência sutil à vida de Cristo na narrativa, algo que Shippey nota que quase nenhum leitor percebe.
A estudiosa de Tolkien Verlyn Flieger [en] destaca que tanto Frodo quanto Aragorn recebem suas  espadas mágicas renovadas em Valfenda, marcando-os como heróis na tradição épica de Sigurd e Artur, no início de sua jornada.